# 100 найзнаменитіших сербів
«100 найзнаменитіших сербів» (серб. 100 најзнаменитијих Срба) — ілюстрована книга (ISBN 978-86-82273-08-0.), що була надрукована вперше в 1993 році (617 сторінок), з біографіями 100 видатних осіб, які на думку експертної комісії ознаменували історію сербського народу та заклали основи його розвитку і заслуговують на те, щоб назвати їх найзнаменитішими сербами. У 2001 році вийшло з друку друге видання книги (631 стр.), яка була перекладена кількома іноземними мовами, а 2009 року — третє (846 стр.).

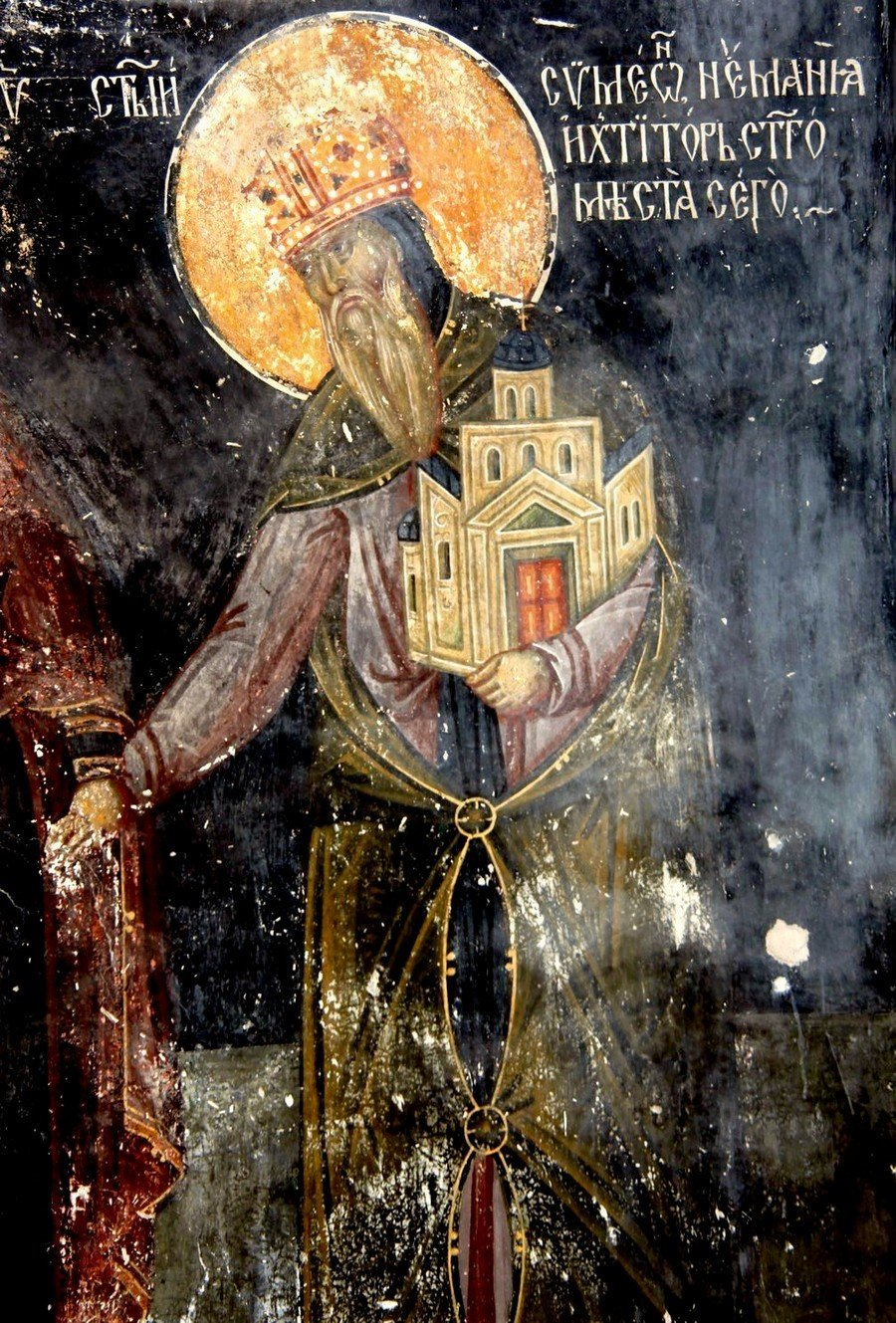
Стефан Неманя

Біографії цих особистостей, починаючи від засновника сербської держави Стефана Неманя і до науковців, художників, письменників 90-х років ХХ-го століття, дають також можливість стежити за розвитком країни, церкви, науки, культури і мистецтва. У книзі є ілюстрація однієї з найдорожчих картин сербського живопису — Сави Шумановича «Пейзаж з околиць Парижа» (з приватної колекції), яка недоступна для широкого загалу. Крім того, у книзі є багато ілюстрацій, фотографій картин, музейних експонатів, які дають можливість ознайомитися з культурною спадщиною народу.
Комітет формування списку складався з:
- Д-р Сава Вукович[sr], єпископ шумадійський, †
- Д-р Павле Ивич[sr], академік, †
- Д-р Драгослав Срейович, академік, †
- Д-р Деян Медакович[sr], академік, Президент Сербської академії наук і мистецтв, Голова комітету
- Д-р Драгомир Виторович, академік
- П-н Звонимир Костич
- Д-р Василь Хрестич, академік
- Д-р Мирослав Пантич, академік
- Д-р Даниця Петрович

## Список
1. Стефан I Неманя
2. Стефан II Неманич
3. Святий Сава
4. Доментіян
5. Стефан Урош II Милутин
6. Теодосій[sr]
7. Данило II[sr]
8. Стефан Душан
9. Лазар Хребелянович
10. Мілош Обилич
11. Єфимія
12. Марко Мрнявчевич
13. Стефан Лазаревич
14. Кир Стефан Серб
15. Джурадж Бранкович
16. Макарий Соколович
17. Іван Гундулич
18. Арсеній ІІІ Черноєвич
19. Павло Ненадович[sr]
20. Руджер-Йосип Бошкович
21. Доситей Обрадович
22. Петро I Петрович
23. Стефан Стратимирович
24. Георгій Петрович
25. Пилип Вишнич
26. Матвій Ненадович[sr]
27. Гайдук Велько Петрович
28. Милош Обренович
29. Вук Караджич
30. Костянтин Даніл
31. Йован Стерия Попович[sr]
32. Ілля Гарашанин
33. Петро ІІ Негош-Петрович
34. Йосиф Панчич
35. Михайло Обренович
36. Бранко Радичевич
37. Джуро Даничич
38. Світозар Милетич
39. Йован Ристич
40. Корнелій Станкович[sr]
41. Іларіон Раварац
42. Джура Якшич
43. Йован Змай
44. Валтазар Богишич[sr]
45. Нікола I Петрович
46. Лаза Костич
47. Стоян Новакович
48. Петро I Карагеоргієвич
49. Владан Джорджевич[sr]
50. Никола Пашич
51. Никодим Милаш
52. Светозар Маркович
53. Сіма Лозанич
54. Радомир Путник
55. Джордже Крстич
56. Лаза Лазаревич[sr]
57. Сімо Матавуль
58. Пера Добринович[sr]
59. Мілан Обренович
60. Михайло Пупин
61. Живоїн Мишич
62. Стеван Сремац
63. Степа Степанович
64. Йован Жуйович
65. Стеван Мокраняц
66. Нікола Тесла
67. Пая Йованович
68. Воїслав Ілич[sr]
69. Любомир Стоянович[sr]
70. Богдан Попович[en]
71. Бранислав Нушич
72. Йован Цвиїч
73. Михайло Петрович
74. Павле Попович[sr]
75. Слободан Йованович
76. Милоє Васич[sr]
77. Йован Дучич
78. Радоє Доманович
79. Надежда Петрович
80. Браніслав Петронієвич[sr]
81. Борисав Станкович
82. Мілан Ракич
83. Олександр Белич
84. Милан Недич
85. Ісидора Секулич
86. Петар Кочич
87. Йован Скерлич
88. Милутин Миланкович
89. Николай Велимирович[sr]
90. Петар Коньович[sr]
91. Владимир Джорович[sr]
92. Стеван Христич
93. Йован Биєлич[sr]
94. Олександр I Карагеоргієвич
95. Петар Добрович
96. Іво Андрич
97. Милош Црнянський
98. Сава Шуманович[sr]
99. Меша Селимович
100. Васко Попа